# 롯카쿠씨
롯카쿠씨(일본어: 六角氏 ろっかくし[*])는 무가ㆍ사족이었던 일본의 씨족이다. 우다 겐지 사사키씨의 흐름으로, 가마쿠라 시대부터 센고쿠 시대에 걸쳐 오우미국 남부를 중심으로 세력을 가진 무가 (슈고 다이묘)이다. 후지와라 북가류의 공가 롯카쿠가와는 혈연관계가 아니다. 사사키롯카쿠씨(佐々木六角氏)라고도 한다.

## 개요
오우미 겐지로 불린 사사키씨의 4개 분가 중 하나로, 가마쿠라 시대부터 슈고로서 미나미 오우미 일대를 지배하고 있었다. 롯카쿠씨라고 자칭한 것은 교토 롯카쿠히가시노토우인에 롯카쿠씨의 시조가 되는 사사키 야스츠나가 저택을 얻었기 때문이라고 알려져 있다.

## 역사

### 가마쿠라 시대
사사키씨는 미나모토노 요리토모의 친척이자 막부 창업의 공신이었기 때문에, 서일본의 슈고를 맡아 크게 번영하고 있었다. 사사키씨 당주 사사키 노부츠나 사후, 수령의 상당수는 3남 야스츠나가 승계했으나, 간겐 원년 (1243년), 노부츠나의 장남 시게츠나가 막부에 호소를 넣으며, 야스츠나가 적류인 것은 변함이 없었으나, 야스츠나가 갖고 있던 오우미의 소령 일부를 잃었다. 오우미의 소령은 형제들에게 4분할되어, 시게츠나와 차남 타카노부, 막내 우지노부는 각각 오오하라씨, 타카시마씨, 쿄고쿠씨의 선조가 되고, 적류인 야스츠나의 가계는 롯카쿠씨가 되었다.
또한, 이 가문들은 가마쿠라 막부를 직접 섬겼기 때문에, 총령인 롯카쿠씨가 다른 세 집안을 가신단화 하지 못해, 롯카쿠씨의 오우미 통일에 장애가 되었다.
가마쿠라 막부 멸망 때는, 당주 롯카쿠 토키노부가 로쿠하라 탄다이를 끝까지 아군으로 삼다가 패배해 항복했다.

### 무로마치 막부성립과쿄고쿠씨의 대두
무로마치 막부가 성립하자, 서류인 쿄고쿠씨의 쿄코쿠 타카우지 (사사키 도요)가 아시카가 타카우지와 친한 관계였기 때문에, 이즈모 슈고, 히다 슈고 등에 더해 오우미 슈고에 임명되었으나, 후에 롯카쿠 우지요리가 오우미 슈고에 임명되었고, 이후에는 막부와 대립한 한 시기를 제외하고, 오우미 겐지 사사키씨의 적류로서 오우미 일국의 슈고 지위를 차지하였다. 그러나, 쿄고쿠씨는 이즈모나 히다의 슈고를 대대로 맡아 번영해, 오우미 국내에서도 슈고사불입 (슈고인 롯카쿠씨의 지배를 받지 않는 특권)을 인정받아, 3대 쇼군 아시카가 요시미츠 때에는 4직이 되어 막부의 요직을 차지해 롯카쿠씨와 대립했다. 또한, 국내 동족 중에는 타카시마씨, 쿠츠키씨, 오오하라씨 등 봉공중으로 막부의 직신화 되는 자들도 있었으며, 이들은 막부의 직접적인 명령을 받고 슈고 롯카쿠씨의 명령을 따르지 않았다. 어둑이 영내에는 히에이산도 있어 무로마치 시대를 통해 롯카쿠씨의 지배는 안정되지 않았고, 롯카쿠 미츠츠나, 롯카쿠 모치츠나 부자는 가신의 반란에 의해 자살로 내몰렸고, 모치츠나의 동생으로 뒤를 이은 롯카쿠 히사요리는 쿄고쿠 모치키요와의 대립 끝에 정신적 피로로 고쇼 2년 (1456년)에 자살하였다.

## 위서 『코우겐부칸(江源武鑑)』의 영향
에도 시대에 사와다 겐나이가 쓴 위서(偽書) 『코우겐부칸(江源武鑑)』이나 계도류에서는 사다요리의 계통은 롯카쿠씨 서가의 미츠쿠리씨로 진대에 불과하고, 우지츠나 (사다요리의 형)의 아들 요시사네의 계통이 적류라고 하고 있다. 도요토미 히데요시가 우지츠나의 아들 요시히데를 섬겨 편휘를 받은 것이나, 우지츠나의 아들 요시사토가 도요토미 성과 시종의 관직을 받아 12만 석의 다이묘가 되었고, 도요토미 히데츠구와 연좌되어 개역되었다고 한다. 이 책은 위서이긴 했지만, 『관정중수제가보(寛政重修諸家譜)』의 야마오카씨계도나 민간사서에 인용되었다. 사사키 토오루 등 일부 재야 역사가들은 이 롯카쿠 우지츠나 (롯카쿠 사다요리의 형)의 후손이 실재했다는 입장을 취하고 있지만, 연구자들에게는 위서로 지목되고 있다.
무라이 유우키는 롯카쿠 우지츠나의 7주기나 13주기의 시주가 모두 사다요리이므로, 우지츠나의 자손은 없었다고 하고 있다.

## 롯카쿠씨 일족
- 롯카쿠 야스츠나
- 롯카쿠 요리츠나
- 롯카쿠 토키노부
- 롯카쿠 우지요리
  - 롯카쿠 요시노부
- 롯카쿠 미츠타카
- 롯카쿠 미츠츠나
- 롯카쿠 모치츠나
  - 롯카쿠 토키츠나
- 롯카쿠 히사요리
- 롯카쿠 타카요리
- 롯카쿠 우지츠나
- 롯카쿠 사다요리
- 롯카쿠 요시카타
- 롯카쿠 요시하루
- 롯카쿠 요시사다 (요시하루의 동생)
- 롯카쿠 마사카츠 (야마우치 마사츠나와 함께 롯카쿠 타카요리를 후견. 롯카쿠 성이 아니라도, 타카요리의 아버지이자, 히사요리의 아들이라고도 한다)

## 롯카쿠씨 주요 가신

### 무로마치 시대
- 야마우치씨
  - 야마우치 노부노리
  - 야마우치 마사츠나
  - 야마우치 나리츠나
- 이바씨
  - 이바 미츠타카
  - 이바 사다타카
  - 이바 사다세츠

### 센고쿠 시대
- 마부치씨
  - 아오치씨
  - 호리베씨
- 고토씨
  - 고토 카타토요
  - 고토 타카하루
- 가모씨
  - 가모 사다히데
  - 가모 히데유키
  - 가모 히데노리
  - 가모 타카사토
  - 가모 사다히데
  - 가모 카타히데
  - 가모 우지사토
- 오구라씨
- 미쿠모씨
  - 미쿠모 사다모치
  - 미쿠모 카타모치
  - 미쿠모 시게모치
- 신도씨
  - 신도 사다하루
  - 신도 카타모리
- 이카이씨
  - 이카이 노부사다
- 그 외 가신・통제하의 영주
  - 야마나카 토시요시
  - 후세 키미오
  - 요시다 시게마사
  - 히라이 사다타케
  - 나카타 사다히라
  - 나마즈에 사다카게

## 분국법
- 롯카쿠씨 식목

## 같이 보기
- 코가 오십삼가